# 리멍위안
리멍위안(중국어 정체자: 李孟遠, 간체자: 李孟远, 병음: Lǐ Mèngyuǎn, 한자음: 이맹원, 1994년 8월 25일~)은 중화민국의 사격 선수로 주 종목은 스키트이다. 2024년 하계 올림픽 남자 스키트 종목 동메달을 획득했다.